# Артёменко, Александр Петрович
Алекса́ндр Петро́вич Артёменко (укр. Олександр Петрович Артьоменко; 19 января 1987, Симферополь) — украинский футболист, нападающий.

## Биография
В детско-юношеской футбольной лиге Украины выступал за симферопольское училище олимпийского резерва (УОР).
Зимой 2005 года попал в дубль «Таврии». Летом 2006 года был отдан в годичную аренду красноперекопскому «Химику», клуб выступал во Второй лиге. Зимой 2008 года вернулся в «Таврию». В основе «Таврии» в чемпионате Украины дебютировал 25 октября 2008 года в матче против киевского «Динамо» (1:3), Артёменко начал матч в основе, но на 71 минуте был заменён на Владимира Бурдули. В следующем матче 2 ноября 2008 года забил гол, в матче против клуба «Львов» (2:4), в ворота Марьяна Марущака в дополнительное время. Летом 2009 года был отдан в аренду ужгородскому «Закарпатью». В Премьер-лиге за «Закарпатье» провёл 10 матчей. В декабре 2009 года вернулся в «Таврию».
После аннексии Крыма Россией принял российское гражданство. В феврале 2015 года стал игроком симферопольского ТСК, которое выступает в чемпионате Крыма. В апреле 2015 года покинул ТСК. Летом 2015 года присоединился к клубу «Евпатория».
В феврале 2016 года перешёл в керченский «Океан». В 2017 году играл за «Кызылташ» в открытом чемпионате Крыма среди любительских команд, где и завершил карьеру футболиста.
По состоянию на 2025 год является тренером в спортивной школе по футболу в Симферополе.